# Karakuyu, Emirdağ
Karakuyu là một xã thuộc huyện Emirdağ, tỉnh Afyonkarahisar, Thổ Nhĩ Kỳ. Dân số thời điểm năm 2011 là 157 người.